# Van passie naar droombaan
Van passie naar droombaan is een televisieprogramma dat wordt uitgezonden op RTL 4. Het wordt gepresenteerd door Xavier Rijsdijk en Nienke Helthuis. 

## Het programma
In Van Passie Naar Droombaan delen professionals hun kennis en ervaringen en ook geven zij advies over hoe een bepaalde droombaan te realiseren valt. In het programma delen onder anderen Remy Bonjasky, Kim Keizer, Wibi Soerjadi en Peter Olsthoorn hun kennis.